# Ibne Albaitar

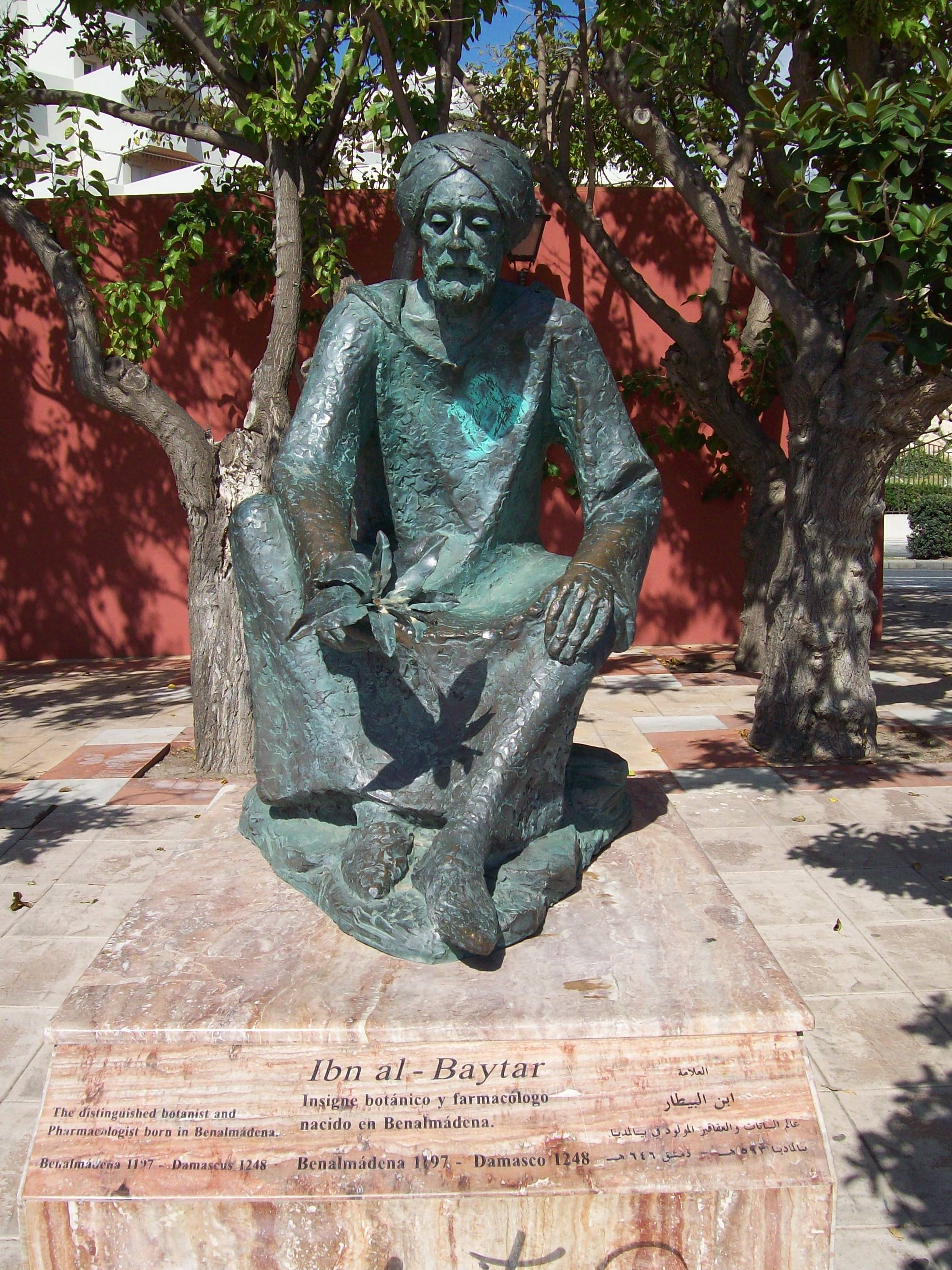
Escultura de Ibn al-Baytar em Benalmádena

Diadim Maomé Abedalá ibne Amade Almalaqui (em árabe: Ḍiyāʾ Al-Dīn Abū Muḥammad ʿAbdllāh Ibn Aḥmad al-Mālaqī) e Anabati (o botânico); habitualmente conhecido como ibne Albaitar (o filho do veterinário; em árabe: ابن البيطار, ibn al-Bayṭār)  (Benalmádena?, província de Málaga, c. 1190/97 - Damasco, 1248) foi um médico e botânico árabo-andalusino muçulmano Abaitar estudou com o biólogo Abu Alabas Anabati em Sevilha onde começou uma coleção de plantas cujo estudo se  focava nas suas propriedades medicinais. Por volta de 1220 emigrou para o Próximo Oriente atravessando o norte da África e visitando a Anatólia e a Síria para finalmente se estabelecer em Cairo, onde foi designado botânico chefe do Egito pelo sultão. Ali estudou a propriedades medicinais das plantas e realizou numerosas viagens de pesquisa com os seus alunos. Ibne Albaitar foi responsável por numerosos trabalhos que recolhem o conhecimento farmacêutico do seu tempo. A sua obra mais conhecida é Kitāb al-Jāmiʻ li-mufradāt al-adwiya wa-l-aghdhiya (Tratado completo de medicinas e produtos alimentícios simples). Nomeou as plantas e descreveu o uso de mais de 1400 espécies. principalmente da farmacopeia árabe, cuja língua ele precisava conhecer perfeitamente. A sua obra seria usada e traduzida durante toda a Idade Média. 